# 澳洲原住民口語拼音

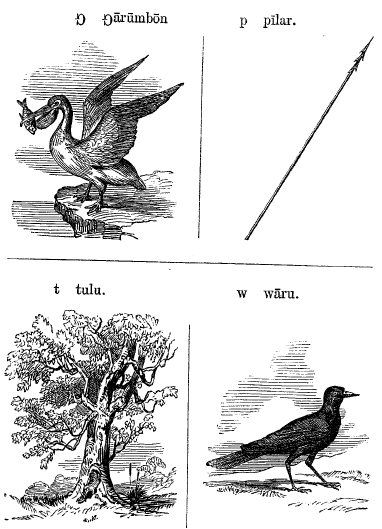
摘自一本1856年出版的書籍，此圖描述了卡密拉瑞語中當時採用的字母。留意字母eng(ŋ)及長音符號(¯)的用法。

澳洲原住民口語拼音（transcription of Australian Aboriginal languages），在歐洲人抵達澳洲大陸之前，澳洲原住民的語言是純粹口述語言，並沒有文字。殖民者所使用的拉丁字母於是被用作拼寫澳洲原住民語言，但是紀錄音節的方法細節卻因時而轉、因人而異，同一詞語或名稱往往有多種拼法。

## 早期文本
早期，澳洲原住民語言以英文拼字常規擬近發音，但很多時會出現混亂，例如，在原住民語中讀音有異、但英語中無法分辨的音節，在英語寫來可能完全一樣；相反，原住民語的同位異音則以兩種符號標出。
多數英語中語源為澳洲原住民語的字彙使用早期的轉寫方式，常未能表達其源語的真實發音。
| 語言                         | 語彙 | 早期 拼寫                   | 現代 拼寫         | 發音（IPA） | 備考                                                                     |
| ---------------------------- | ---- | --------------------------- | ----------------- | ----------- | ------------------------------------------------------------------------ |
| 依密舍語 （Guugu Yimidhirr） | 舌   | unjar (1770) ngandar (1901) | nganhdhaar (1979) | [ŋan̪d̪aːɻ]   | 早期拼寫可能丟失輔音[ŋ]，或無法完全分辨齿音。                            |
| 卡密拉瑞語 （Gamilaraay）    | 蜜   | wuddul (1903)               | warrul (1993)     | [waɾul]     | 可能無法分辨[ɾ]與[d]兩個在英語中同位異音，卻在澳洲原住民語有分別的發音。 |

若記音者有更多音韻學知識，有時會取用「ŋ」或「ġ」符號代表/ŋ/，「ñ」表/ɲ/。且以長音符號(¯)或抑揚符號(^)來表示長母音，以短音符號(˘)來表示短母音，但實際拼寫通常很不一致。

## 现代实用正寫法
今天的语言学家在处理澳洲语言时，一般会特意使用明确的音素拼字法，也就是说，每一个读出的词只有一种拼写方法，每一个写出的词只有一种读音。
在实用正寫法里通常使用基本罗马字母。從二合字母的音素使用必要性來看，並沒有標準的字母來表示之。且某些情况下这会导致歧意，例如单音/ŋ/和辅音连缀/ng/可能都被写成ng。因此在书写连缀的时候通过以下方法解决：n.g (插入句号), n'g (插入撇号), 或者写成nk。

### 元音和半元音
大多数澳洲语言只有3个元音i, a和u。即使有时有发成e或者o的音，他们也不写成e或者o。例如馬圖蘇尼拉語单词wirrirri "火焰" 大概讀成werrerree [weɾeɾɪ]. 長母音用双字母表示，例如ii /iː/, aa /aː/, uu /uː/。
半母音w和y在英语中使用，在某些语言中w可能不会发成u, y也不会发成i,但是由于诸多元音，语言学家却依然选择那样书写，例如卡密拉瑞語语中 yinarr “女人”实际发音inarr [inar].
少數語言擁有齒半母音，写作 yh (参看底下的“發音位置”)。

### 发r音规则
大多数澳洲语言r有2种发音规则: 一种是卷舌音, 像美国英语,写作 r；颤音或者闪音(这两种情形都出现在西班牙语中),要写作rr。
如果只有一个发音的话就缩为一个 r.

### 辅音位置
双唇音, 软颚音和齿龈音 一般像英文一样书写。例如p /p/, b /b/, m /m/, k /k/, g /ɡ/, ng /ŋ/, t /t/, d /d/, n /n/, l /l/。 Ng可能也会被写成非英语字母ŋ,读作Ŋ。 注意ng的发音类似单词singer的ng ,而不是单词finger那样，后一个要写成ngg.
硬颚音通过一个齿龈音连接j所组合的二合字母來表示，例如tj/c/,dj/ɟ/,nj /ɲ/, lj/ʎ/。J单独使用可以代替dj, ny可以代替nj。
齿音辅音通过齿龈音连接h所组合的二合字母來表示，例如th /t̪/, dh /d̪/, nh /n̪/, lh /l̪/。注意th并不像澳洲英語那样发清齒擦音, 而是像爱尔兰英语中发清齒塞音。
卷舌音輔音通过r连接齿龈音构成之二合字母來表示，例如rt/ʈ/, rd/ɖ/, rn /ɳ/, rl /ɭ/。
少數語言擁有硬軟顎音，此音是介於硬顎音與軟顎音之間。以澳洲的亚纽瓦语來說，此類音素可以表示為 yk /ɡ̟/, nyk /ⁿɡ̟/ (關於鼻塞音请参看下列鼻塞音的說明), nyng /ŋ̟/.

### 塞音
大多数澳洲语言不区分浊辅音塞音與清辅音塞音，與普通話相同，因此t和d 都只是同音变体而已。濁音和清音的異聲的書寫方式通常一樣，但採用清音符號或濁音符號與否取決於那種方式在該語言是較常用。不同的語言學家會採用清音或濁音符號來書寫語言。況且，某些語言學家會選擇對一種語言的一些輔音採用清音符號，而對另一種語言採用濁音符號。
有些语言十分注重区分濁塞音與清塞音，一如漢語方言如闽南语。

### 鼻音
有些语言中存在鼻辅音，鼻音置於塞音之前，如此鼻音被視為輔音。在洋尤瓦语中写作mb /mb/, ngk /ŋɡ/, nj /ɲɟ/, nth /ⁿd̪/, nd /ⁿd/, rnd /ɳɖ/。

### 引用索引
1. ↑  Cook, James. . 剑桥: 剑桥大学出版社. 1955年.
2. ↑  Roth, Walter E. . 布里斯班: Government Printer. 1901年.
3. ↑  Haviland, John. . R. M. W. Dixon and B. Blake  (编). . 1979年: 26–180页.
4. ↑  Mathews, R. H. . The Journal of the Anthropological Institute of Great Britain and Ireland. July–December 1903, 第33卷: 259–283页.
5. ↑  Austin, Peter. . La Trobe University. 1993年  [2006-09-11]. （原始内容存档于2011-02-28）.
6. 1 2  Bradley, John; Kirton, Jean. . 未出版. 1992年. （原始内容存档于2005-12-22）.

### 普通引用
- Dixon, R. M. W. . 剑桥: 剑桥大学出版社. 2002年  [2006-09-11]. （原始内容存档于2006-05-25）.《Australian Languages: Their Nature and Development》
- McGregor, William. . 伦敦，纽约: Taylor & Francis. 2004: 21–26页.

## 外部連結
- 语音学和澳大利亚土著语言语音体系 （页面存档备份，存于）